# William Fitzherbert (homme politique néo-zélandais)
Pour les articles homonymes, voir William Fitzherbert.
William Fitzherbert, né le 15 août 1810 à Winterborne Houghton et mort le 6 février 1891 à Lower Hutt,, est un homme politique néo-zélandais.

## Biographie

### Débuts
Fils du recteur de l'église anglicane de son village natal dans le sud-ouest de l'Angleterre, il étudie les humanités classiques au Queen's College de l'université de Cambridge où l'un de ses frères aînés est professeur, et en sort diplômé en 1832. Il est membre de l'équipe d'aviron de l'université de Cambridge qui aurait disputé en 1832 la course d'aviron entre les universités de Cambridge et d'Oxford, si Oxford n'avait pas refusé de participer cette année-là. Semble-t-il sur un coup de tête, il étudie ensuite la médecine à la Faculté de médecine de Paris et à l'École de médecine de l'hôpital de Charing Cross (en) à Londres. Diplômé en 1839, il n'en fera que quelques mois son métier, à Londres,.
Il songe à émigrer aux États-Unis comme colon dans l'Ouest américain, mais il n'a pas d'argent et son frère qui gère les finances de la famille lui interdit ce projet qu'il juge dégradant. En 1839, la Compagnie de Nouvelle-Zélande envoie des colons en Nouvelle-Zélande, bien que ce territoire n'appartienne pas encore à l'Empire britannique. (Il y sera annexé en 1840.) Avec l'accord de son frère, William Fitzherbert investit une partie de l'argent de la famille dans cette compagnie. Il émigre en Nouvelle-Zélande, quittant l'Angleterre en avril 1841 et atteignant Wellington en septembre. Il établit une petite ferme sur les flancs du Mont Victoria et vit également de la revente d'huile de baleine. Il s'y appauvrit, avant d'investir avec grand succès dans l'élevage pastoral à Wairarapa.

### Carrière politique
Sa fortune étant faite, il se consacre à la vie politique de la jeune colonie. Il entre au Conseil provincial de Wellington en 1853, puis est élu député de la circonscription « cité de Wellington » à la Chambre des représentants de Nouvelle-Zélande aux élections de 1855. Il devient dans le même temps propriétaire de plus en plus de terres agricoles dans les environs de Wellington. En 1864, il est nommé ministre des Finances dans le gouvernement de Frederick Weld, et parvient à assainir en partie des finances publiques drainées par les guerres maories. Edward Stafford succède à Frederick Ward comme Premier ministre en 1865, et prend un temps lui-même le poste de ministre des Finances avant de le confier à nouveau à William Fitzherbert de 1866 à 1869.
Élu président de la Chambre des représentants en 1876, il est fait chevalier commandeur de l'ordre de Saint-Michel et Saint-Georges en 1877 ; en 1879, il est nommé au Conseil législatif, la chambre haute du Parlement de Nouvelle-Zélande. Il en est immédiatement élu le président, fonction qu'il conserve jusqu'à sa mort à l'âge de 80 ans. Il est l'un des deux représentants de la Nouvelle-Zélande (avec Dillon Bell, l'agent-général de Nouvelle-Zélande à Londres) à la Conférence coloniale de 1887 (en) qui pose les fondements des consultations entre le Royaume-Uni et ses colonies de peuplement quant à la politique impériale britannique. Il avait aussi été choisi comme l'un de représentants de la Nouvelle-Zélande pour la Convention constitutionnelle australasienne de mars 1891, en vue de l'unification des colonies de peuplement britanniques d'Australie et de Nouvelle-Zélande en une fédération ; il meurt toutefois quelques semaines avant le début de la convention,.